# Capparis jacobsii
Capparis jacobsii är en kaprisväxtart som beskrevs av H.J. Hewson. Capparis jacobsii ingår i släktet Capparis och familjen kaprisväxter. Inga underarter finns listade i Catalogue of Life.